# Antonio Ortiz Mena
Antonio Ortiz Mena (Parral, 16 d'abril de 1907 - Ciutat de Mèxic, 12 de març de 2007) fou un economista mexicà, conegut principalment per haver estat president del Banc Interamericà de Desenvolupament (1971-1988) i secretari de Finances durant els governs d'Adolfo López Mateos i Gustavo Díaz Ordaz (1958-1970).
Segons Pedro Aspe, que ocupà el seu càrrec com a secretari de Finances gairebé dues dècades després, en el transcurs del període d'Ortiz al càrrec la renda per capita del país va créixer uns 3,4% anualment, durant 12 anys, mentre que l'economia va créixer, en el mateix període, uns 6% anualment; la inflació sovint es va mantenir per sota dels 3%, i milions de persones van entrar a classe mitjana, mentre el país començava a transformar-se, de l'antiga societat agrícola cap a una economia industrial.

## Biografia
Ortiz nasqué a Parral (Chihuahua), i va estudiar al Col·legi Alemany, al CoL·legi Franco-anglès i a l'Escola Nacional Preparatòria de Ciutat de Mèxic. Posteriorment estudiaria dret a la Universitat Nacional Autònoma de Mèxic, entre 1925 i 1928.
Posteriorment, en el període 1932-1936, va aconseguir càrrecs menors en l'antic Departament del Districte Federal, per després guanyar certa experiència a la banca, treballant com assitent del director al Banc Nacional de Préstecs Urbà (1936-1945), i com a vicedirector del Banc Nacional de Préstecs (1946-1952). El president Adolfo Ruiz Cortines el va nomenar director-general de l'Institut Mexicà de la Seguretat Social (IMSS), càrrec que ocupà entre 1952 i 1958.

### Secretari de Finances
Entre 1958 i 1970 va servir com a Secretari de Finances i Crèdit Públic, període de dotze anys en el qual es va produir a Mèxic un creixement econòmic sostenible i de desenvolupament, en els mandats dels presidents Adolfo López Mateos i Gustavo Díaz Ordaz. Com a mínim en dues ocasions, el 1963 i el 1969, va ser considerat com un molt possible candidat a la presidència, en representació de l'aleshores hegemònic Partit Revolucionari Institucional (PRI), i fins i tot l'expresident Miguel Alemán va donar-li suport. Tot i així, en totes dues ocasions va perdre la nominació.

### Banc Interamericà de Desenvolupament
L'agost de 1970, finalment, deixà el xàrrec, pocs mesos abans de la investidura del president Luis Echeverría. La seva dimissió va agafar a molts per sorpresa, però poc temps després els governs de Mèxic i dels Estats Units van anunciar que donaven suport a la seva candidatura a ocupar la propera presidència del Banc Interamericà de Desenvolupament, en substitució del xilè Felipe Herrera, primer president de la institució. Tant Argentina com Veneçuela van proposar d'altres candidats, però el 27 de novembre d'aquell any Ortiz va rebre la major part dels vots, tot i que el Secretari del Tresor dels Estats Units, David M. Kennedy, va explicar a Richard Nixon que l'elecció havia estat "contenciosa".
Ortiz es va mantenir al càrrec com a president del BID durant 17 anys, fins que dimití el 1988, tres anys abans de la finalització del seu darrer mandat, entre sospites que el president nord-americà Ronald Reagan estava intentant intervenir en els seus afers interns, sobretot des que el seu Secretari d'Estat, George P. Shultz, va intentar bloquejar un préstec de 58 milions de dòlars a l'aleshores govern sandinista de Nicaragua. Segons Elisabeth Malkin, del The New York Times, durant el seu mandat els préstecs van incrementar-se en deu vegades més, concentrant els seus esforços en donar suport a projectes d'infraestructura a l'Amèrica Llatina, grans indústries i les primeres operacions financeres per microempreses.
De nou a Mèxic, Ortiz va treballar com a director del Banamex, un dels principals bancs comercials del país, que poc abans havia estat nacionalitzat. Ortiz va morir a Ciutat de Mèxic el 12 de març de 2007, a l'edat de 99 anys, després de passar dos setmanes a l'hospital recuperant-se d'una caiguda.